# Fernando San Emeterio Lara
Fernando San Emeterio Lara és un jugador de bàsquet que ocupa la posició d'aler. Va néixer l'1 de gener de 1984 a Santander, Cantàbria, i es va formar a la ciutat de Valladolid. Mesura 1,99 m i pesa 105 kg.
A la final de la Lliga ACB 2009/10 va anotar en l'últim segon una cistella amb tir addicional en el tercer partit de la sèrie, que va donar el títol de lliga al Baskonia contra el Regal FC Barcelona.
La temporada 2010/11 obtingué el premi a l'MVP de l'ACB.

## Carrera esportiva

### Clubs
- Maristas Valladolid. Cantera.
- Fórum Filatélico Valladolid. Categories inferiors.
- ACB. Fórum Filatélico Valladolid: 2001-2006
- ACB. Akasvayu Girona: 2006-2008
- ACB. Saski Baskonia: 2008-2015
- ACB. València Basket: 2015-present

Al finalitzar la temporada 2014-15, San Emeterio i el Baskonia posaven fi a la seva relació contractual i al juliol de 2015 va firmar un contracte per les dues temporades següents amb el València Basket.

### Selecció espanyola
- Internacional amb la selecció espanyola Júnior
- Internacional amb la selecció espanyola Sub-20
- Internacional amb la selecció espanyola B als Jocs del mediterrani
- Internacional amb la selecció espanyola absoluta

El juny de 2010 va ser inclòs a la llista de 24 jugadors facilitada per la Federació Espanyola de Bàsquet a la FIBA per integrar la Selecció de bàsquet d'Espanya en el Campionat del Món de bàsquet de 2010. El seleccionador espanyol, Sergio Scariolo, el va incloure en la llista de 15 jugadors, seleccionats d'entre els 24 anteriors, que es concentrarien a Las Palmas prèviament al campionat.
El juny de 2012 fou inclòs pel seleccionador estatal espanyol Sergio Scariolo a la llista de seleccionats per participar en els Jocs Olímpics de Londres.

## Palmarès

### Amb la selecció espanyola
- Medalla d'Or a l'Eurobasket 2011 a Lituània.
- Medalla de Plata al Torneig de Mannheim. Selecció d'Espanya Júnior. 2002

### Amb l'Akasvayu Girona
- FIBA Eurocup. 2007

### Amb elSaski Baskonia
- Supercopa d'Espanya de bàsquet de 2008
- Copa del Rei de bàsquet de 2009
- Lliga ACB 2009/10